# Падобран
Падобран је направа која служи за успоравање убрзаног пада кроз атмосферу. Изум падобрана многи приписују Леонарду да Винчијуу, али постоје многи докази о скицама сличних направа као и покушаја појединаца у коришћењу направа налик падобрану у циљу сигурног спуштања с висине пре појаве Леонардових цртежа. Пре него што се практично почео примењивати падобран је био предмет интересовања разних научника и проналазача. Појава балона на врућ ваздух у 18. веку и балона на гасове лакших од ваздуха довело је убрзанијег развоја падобрана као средства са спашавање и спуштање терета, тако да пре појаве ваздухопловства скоро су решени сви проблеми за његову масовну примену. У 20. веку током Првог светског рата падобран се почео масовно примењивати за спашавање пилота. Падобран је нашао широку примену: у спашавању живота, спуштању терета на земљу или на површину других планета, спорту и хобијима..

## Историја
Падобран је вероватно најстарији изум за успоравање пада. Леонардо да Винчи је направио једну скицу падобрана у својој бележници већ 1514. године. Фаусто Веранцио је објавио 1595. године опис једног употребљивог падобрана. Држи се да је први човек који је употребио падобран Француз Бланшар. Године 1785. он је из балона који је летео високо у ваздуху спустио пса у корпи за коју је био причвршћен падобран. Бланшар је тврдио да се и сам спустио падобраном из балона 1793. године и да је приликом спуштања на Земљу сломио ногу. Други један Француз, Ж. Гарнерен, прославио се као први човек који је редовно скакао падобраном. Први пут је јавно наступио у Паризу, 22. октобар 1793. године, и том је приликом успешно скочио са висине веће од 600 метара. Његов је падобран имао облик сунцобрана. Био је направљен од белог платна што се употребљава за израду једара, а пречник му је износио 7 метара. У средишту калоте налазио се дрвени котур од отприлике 25 центиметара, с рупом у средини, која је омогућавала да ваздух излази из калоте. Тај је део био причвршћен за платно већим бројем кратких пантљика. Први успешан скок падобраном из авиона у лету извео је 1912. године капетан Бери у Сент Луису, у савезној држави Мисури. Током 1913. и 1914. године много се расправљало о томе да ли је практично употребљавати падобране за спасавање из авиона. У тренутку када је започео Први светски рат, то питање још увек није било рашчишћено. Постојао је проблем у утврђивању величине падобрана, а уз то је постојао и страх да пилот неће моћи искочити из авиона и спречити да се падобран не замрси. Године 1919. америчка војска је прихватила седење тип падобрана као део обавезне авијатичарске опреме.

### Средњи век
Године 852, у Кордоби, у Шпанији, Мавар Армен Фирман је безуспешно покушао да лети скочивши са куле носећи велики огртач. Забележено је да је „у наборима његовог огртача било довољно ваздуха да спречи велике повреде када је стигао до земље“.

### Рана ренесанса
Најранији докази о правом падобрану датирају из периода ренесансе. Најстарији дизајн падобрана појављује се у анонимном рукопису из ренесансне Италије из 1470-их (Британска библиотека, Add MS 34113, fol. 200v), приказује човека који слободно виси држећи рам пречке причвршћен за конусну надстрешницу. Као мера безбедности, четири траке су ишле од крајева шипки до појаса око струка. Дизајн је значајно побољшање у односу на другу скицу (189в), која приказује човека који покушава да прекине силу свог пада користећи две дугачке платнене траке причвршћене за две шипке, које држи рукама. Иако се чини да је површина дизајна падобрана премала да би пружила ефикасан отпор ваздуха, а дрвени основни оквир је сувишан и потенцијално штетан, основни концепт радног падобрана је очигледан.
Убрзо након тога, полихистор Леонардо да Винчи скицирао је софистициранији падобран у свом Атлантском кодексу (fol. 381v) који датира од око 1485. године. Овде је размера падобрана у повољнијој сразмери са тежином скакача. Леонардова купола је била отворена квадратним дрвеним оквиром, који мења облик падобрана од конусног до пирамидалног. Није познато да ли је италијански проналазач био под утицајем ранијег дизајна, али је можда сазнао за идеју кроз интензивну усмену комуникацију међу уметницима-инжењерима тог времена. Изводљивост Леонардовог пирамидалног дизајна успешно је тестирао Британац Адријан Николас 2000. године и поново 2008. швајцарски падобранац Оливије Вијети-Тепа. Према историчарки технологије Лин Вајт, ови конусни и пирамидални дизајни, много сложенији од раних уметничких скокова са чврстим сунцобранима у Азији, означавају порекло „падобрана каквог познајемо.“
Венецијански полиматичар и проналазач Фаусто Веранцио или Фауст Вранчић (1551–1617) прегледао је да Винчијеву скицу падобрана и задржао квадратни оквир, али је надстрешницу заменио испупченим комадом тканине налик на једро за који је схватио да ефикасније успорава пад. Сада чувени приказ падобрана који је назвао Homo Volans (Летећи човек), који приказује човека како пада падобраном са торња, вероватно са звоника цркве Светог Марка у Венецији, појавио се у његовој књизи о механици, Machinae Novae („Нове машине“, објављеној у 1615. или 1616.), заједно са низом других уређаја и техничких концепата.
Некада се веровало да је 1617. године Веранцио, тада стар 65 година и тешко болестан, применио свој дизајн и тестирао падобран скачући са звоника Светог Марка, са оближњег моста, или са катедрале Светог Мартина у Братислави. У разним публикацијама погрешно се тврдило да је догађај тридесетак година касније документовао Џон Вилкинс, оснивач и секретар Краљевског друштва у Лондону, у својој књизи Математичка магија или чуда која се могу извести механичком геометријом, објављеној у Лондону године. 1648. Међутим, Вилкинс је писао о летењу, а не о падобранима, и не помиње Веранција, скок падобраном, или било који догађај из 1617. Сумње у вези са овим тестом, које укључују недостатак писаних доказа, сугеришу да се никада није догодио, већ је уместо тога погрешно тумачење историјске белешке.

### 18. и 19. век
Модерни падобран изумео је крајем 18. века Луј-Себастијен Ленорман у Француској, који је направио први забележени јавни скок 1783. Ленорман је такође претходно скицирао свој уређај.
Две године касније, 1785, Ленорман је сковао реч „падобран“ хибридизацијом италијанског префикса пара, императивног облика параре = одвратити, бранити, одупрети се, чувати, штитити или покривати, од паро = парирати, и chute, Француска реч за пад, да опише праву функцију аеронаутичког уређаја.
Такође 1785. Жан-Пјер Бланшар га је демонстрирао као средство за безбедно искрцавање из балона на врући ваздух. Док су Бланшардове прве демонстрације падобрана биле изведене са псом као путником, он је касније тврдио да је имао прилику да то и сам испроба 1793. године када је његов балон на врући ваздух пукао и он је користио падобран да се спусти. (Овом догађају нису присуствовали други).
Накнадни развој падобрана се фокусирао на то да постане компактнији. Док су рани падобрани били направљени од платна растегнутог преко дрвеног оквира, касних 1790-их, Бланшард је почео да прави падобране од пресавијене свиле, користећи њену јачину и малу тежину. Године 1797, Андре Гарнерин је направио прво спуштање безоквирним падобраном прекривеним свилом. Године 1804, Жером Лаланд је увео отвор у надстрешници да би елиминисао насилне осцилације. Године 1887, Парк Ван Тасел и Томас Скот Болдвин изумели су падобран у Сан Франциску, Калифорнија, а Болдвин је направио први успешан падобрански скок у западним Сједињеним Државама.